# Готская колонна
Готская колонна (греч. Στήλη των Γότθων) — римская триумфальная колонна III—IV веков. Находится в парке Гюльхане в Стамбуле, в Турции. Древнейший сохранившийся архитектурный памятник города (возможно, установленный ещё до основания Константинополя).
Название 18,5-метровой колонны из проконесского мрамора, увенчанной капителью коринфского ордера, происходит от (теперь уже почти не читаемой) латинской надписи на её основании, в которой увековечена победа римлян над готами: FORTUNAE REDUCI OB DEVICTUS GOTHOS («С победой над готами фортуна вернулась к нам»). Этой надписью в своё время заменили более старое начертание, также на латыни. Дата создания и изначальное посвящение колонны точно не установлены.
Скорее всего, колонна была возведена в честь побед либо Клавдия II Готского (п. 268—270), либо Константина Великого (п. 306—337); оба императора отметились победами над готскими племенами. Согласно византийскому историку Никифору Григоре (1295—1360), когда-то колонна была увенчана статуей Византа из Мегар, полулегендарного основателя Византия. Другие источники говорят о статуе богини Тюхе, ныне утраченной.
Городская легенда утверждает, что колонна гораздо старше предполагаемой даты создания и была воздвигнута ещё греками рядом с алтарем Афины в честь победы над фракийскими племенами, которые пытались препятствовать основанию города. По свидетельству Григоры, перед свержением династии Комнинов колонна «принялась трястись и явным образом дрожала несколько дней, так что все сбегались посмотреть на это».
Метрах в пятидесяти от колонны можно видеть останки приюта Святого Павла, основанного в VI веке императором Юстином II для воспитания сирот. Приют достиг наивысшего расцвета в XII веке при возобновивших его Комнинах. Тогда здесь проживали также старики, немощные и слепцы.